# Луций Фурий Камил (консул 338 пр.н.е.)
Вижте пояснителната страница за други личности с името Луций Фурий Камил.
Луций Фурий Камил (на латински: Lucius Furius Camillus) e политик на Римската република през 4 век пр.н.е.
Произлиза от патрицианската фамилия Фурии и е син на Луций Фурий Камил (консул 349 пр.н.е.).
Фурий e консул през 338 пр.н.е. с Гай Мений и се бие против тибуртините и Педум, завладява тяхната столица Тибур и след това е честван с триумф в Рим. През същата година римляните побеждават латините, волските и аврунките във втората битка при Трифанум.
През 325 пр.н.е. Фурий е за втори път консул, колега му е Децим Юний Брут. Той избира за диктатор за войната против самнитите Луций Папирий Курсор.